# Horace Ayraud-Degeorge
Pour les articles homonymes, voir Ayraud et Degeorge.
Horace Ayraud, dit Ayraud-Degeorge, né à Arras le 7 juillet 1850 et mort à Paris le 2 février 1922, est un journaliste français.

## Biographie
Né à Arras, au no 18 de la  rue Saint-Jean-en-l'Estrée, Horace-Eugène-Henri-Louis-Ernest Ayraud est le fils de Pierre-Alexandre Ayraud, dit Ayraud-Degeorge (1816-1867), ancien préfet du Var, et de Julie-Jeanne Willoughby Degeorge (1825-1906). Son grand-père maternel est Frédéric Degeorge (1797-1854), ancien membre de l'Assemblée nationale constituante. Horace a un frère aîné, Frédéric-Georges-Hector-Pierre-Charles Ayraud-Degeorge (1847-1901).
Horace est âgé de seize ans quand son père, confronté à une situation matérielle précaire, se donne la mort en se jetant dans la Seine. Horace travaille très jeune, d'abord comme correcteur d'imprimerie puis comme journaliste. En 1869, il rejoint la rédaction du National d'Ildefonse Rousset. Journal hostile à la Commune (ce qui sera reproché plus tard à Ayraud-Degeorge), le National est supprimé par celle-ci mais reparaît entre le 17 et le 23 mai 1871 sous un autre titre, Le Journal populaire, avant de reprendre son titre initial. Par la suite, Ayraud-Degeorge collabore au Mot d'ordre de Valentin Simond, où il fait la connaissance d'Olivier Pain.
En 1880, Ayraud-Degeorge épouse à Rome Mathilde-Joséphine Lebreton (1855-1923), avec laquelle il vit depuis plusieurs années et qui lui a donné deux enfants, un garçon mort à sept ans, Maurice-Pierre-Alexandre-Horace (1879-1886), et une fille, Marguerite-Caroline-Mathilde Ayraud-Degeorge (1877-1957), qui épousera en 1905 le commissaire de police Georges-Eugène Durand (1864-1938).
Présenté par Olivier Pain à Henri Rochefort, Ayraud-Degeorge entre à L'Intransigeant dès sa fondation, en 1880. Secrétaire de la rédaction de ce journal pendant près de 24 ans, entre novembre 1880 et octobre 1904, il y rédige également des articles sous divers pseudonymes.
Absent quelque temps de la rédaction pour raisons de santé (il a dû être opéré d'un phlegmon accidentel), Ayraud-Degeorge est brusquement congédié par Rochefort en octobre 1904. Contestant son licenciement, il poursuit en justice la société anonyme de l’Intransigeant : défendu par Paul-Boncour, il obtient 5 000 francs de dommages-intérêts en 1905. Il collabore ensuite au Rappel, où il rédige la critique d'art. Membre de l'Association des journalistes parisiens depuis 1890, Ayraud-Degeorge en est le trésorier entre 1909 et 1918.
Mort le 2 février 1922 en son domicile du no 33 de la rue Montmartre, il est inhumé le 5 février au cimetière de Montmartre en présence de nombreux confrères.